# Finlandeses ingrios
Los ingrios (en finés: inkeriläiset, inkerinsuomalaiset; en ruso: Ингерманландцы, romanizado: Ingermanlandts'i), a veces llamados finlandeses ingrios, son la población finlandesa de Ingria (ahora la parte central del óblast de Leningrado en Rusia), descendientes de inmigrantes finlandeses luteranos introducidos en la zona en el siglo XVII, cuando Finlandia e Ingria eran partes del Imperio sueco. En las deportaciones forzadas antes y después de la Segunda Guerra Mundial, y durante el genocidio de los finlandeses ingrios, la mayoría de ellos fueron reubicados en otras partes de la Unión Soviética o asesinados. Hoy en día, los finlandeses ingrios constituyen la mayor parte de la población finlandesa de la Federación Rusa. Según algunos registros, unos 25.000 finlandeses ingrios han regresado o todavía residen en la región de San Petersburgo.

## Historia

### Orígenes
Los ingrios de habla finlandesa no deben confundirse con los ingrios de habla izhoriana. Los finlandeses ingrios consisten principalmente en dos grupos: Savakot, que se originó a partir de los inmigrantes Savonianos; y Äyrämöiset, procedente del istmo de Carelia (principalmente de Äyräpää), entonces partes del reino sueco. Eran colonos luteranos y trabajadores inmigrantes que se trasladaron a Ingria durante el período del dominio sueco de 1617-1703. Otros se originaron a partir de conversiones más o menos voluntarias entre los Votos indígenas de habla finlandesa y los izhorianos, donde fueron aprobados por las autoridades suecas. Los finlandeses constituían el 41,1 por ciento de la población de Ingria en 1656, el 53,2 por ciento en 1661, el 55,2 por ciento en 1666, el 56,9 por ciento en 1671 y el 73,8 por ciento en 1695.
Tras la reconquista rusa y la fundación de San Petersburgo (1703), el flujo migratorio se invirtió. A los nobles rusos se les concedieron tierras en Ingria, y los luteranos ingrios finlandeses abandonaron Ingria, donde eran una minoría, por el área conocida como Vieja Finlandia al norte del golfo de Finlandia, que Rusia había obtenido de Suecia durante el siglo XVIII y donde los luteranos eran una gran mayoría. Allí los finlandeses ingrios se asimilaron a los finlandeses de Carelia.

### SigloXIX
En 1870, comenzó en Ingria la impresión del primer periódico en lengua finlandesa, Pietarin Sanomat. Antes de eso, Ingria recibía periódicos principalmente de Víborg. La primera biblioteca pública se abrió en 1850, en Tyrö. La mayor de las bibliotecas, situada en Skuoritsa, tenía más de 2.000 volúmenes en la segunda mitad del siglo XIX. En 1899 se celebró en Puutosti (Skuoritsa) el primer festival de la canción de Ingria.
En 1897, el número de finlandeses ingrios había aumentado a 130.413, y en 1917 superaba los 140.000 (45.000 en el norte de Ingria, 52.000 en el centro (este) de Ingria y 30.000 en el oeste de Ingria, el resto en Petrogrado).

### Ingrios en la Unión Soviética
Después de la Revolución de Octubre, los finlandeses ingrios que habitaban la parte sur del istmo de Carelia se separaron de la Rusia bolchevique y formaron la República de Ingria Septentrional, de corta duración, respaldada por Finlandia. Se reintegró a Rusia a finales de 1920 bajo el Tratado de Tartu, pero disfrutó de un cierto grado de autonomía nacional. De 1928 a 1939, los finlandeses ingrios en el norte de Ingria constituyeron el distrito nacional de Kuivaisi con su centro en Toksova y el inlandés como idioma oficial.
El primer censo de toda la Unión de la Unión Soviética en 1926 registró 114.831 "finlandeses de Leningrado", como se llamaba entonces a los finlandeses ingrios.
El gobierno soviético y la ocupación alemana (1941-1944) durante la Segunda Guerra Mundial fueron tan desastrosos para los finlandeses ingrios como para otros pequeños grupos étnicos. Muchos finlandeses ingrios fueron ejecutados, deportados a Siberia u obligados a trasladarse a otras partes de la Unión Soviética. También hubo refugiados a Finlandia, donde se asimilaron.
En 1928, comenzó la colectivización de la agricultura en Ingria. Para facilitarlo, entre 1929 y 1931, 18.000 personas (4320 familias) del norte de Ingria fueron deportadas a Carelia Oriental o la península de Kola, así como a Kazajistán y otras partes de Asia Central. La situación de los finlandeses ingrios se deterioró aún más debido al plan soviético de crear zonas de seguridad restringida a lo largo de las fronteras con Finlandia y Estonia, libres de los pueblos finlandeses, que se consideraban políticamente poco fiables. En abril de 1935, 7000 personas (2000 familias) fueron deportadas de Ingria a Kazajistán, en otras partes de Asia Central y la región de los Urales. En mayo y junio de 1936, 20.000 personas, toda la población finlandesa de las parroquias de Valkeasaari, Lempaala, Vuole y Miikkulainen cerca de la frontera finlandesa, fueron trasladadas al área alrededor de Cherepovéts. En Ingria fueron reemplazados por personas de otras partes de la Unión Soviética.
En 1937 se cerraron las iglesias luteranas y las escuelas de lengua finlandesa en Ingria y se suspendieron las publicaciones y la radiodifusión en finlandés. En marzo de 1939 se liquidó el Distrito Nacional de Kuivaisi.
Inicialmente durante la Guerra de Invierno, la política soviética fue mixta. Por un lado, el gobierno de Stalin destruyó en gran medida la cultura finlandesa ingria, pero por otro lado, se deseaba el mantenimiento de una población de habla finlandesa como una forma de legitimar la ocupación planificada de Finlandia. El fracaso del gobierno títere de Terijoki condujo al resultado final de que en 1941 Moscú decidió oficialmente que los finlandeses ingrios no eran fiables, y en 1942 la mayoría de los finlandeses ingrios que quedaban en Ingria fueron reubicados a la fuerza en Siberia. Durante la ocupación finlandesa y alemana del área, los finlandeses ingrios fueron evacuados a Finlandia. Sin embargo, después de la Guerra de Continuación, la mayoría de estos finlandeses ingrios, que todavía eran ciudadanos soviéticos, fueron devueltos a la fuerza a la Unión Soviética, donde fueron dispersados por Rusia Central. Sin embargo, algunos finlandeses ingrios pudieron huir a Suecia y casi 4.000 pudieron permanecer en Finlandia. Los finlandeses ingrios fueron olvidados en gran medida durante las presidencias de Juho Kusti Paasikivi y Urho Kekkonen.
Después de la guerra, muchos finlandeses ingrios se establecieron en la Estonia controlada por los soviéticos.

## En la actualidad
Desde la disolución de la Unión Soviética en 1991 hasta 2010, unos 25.000 finlandeses ingrios se trasladaron de Rusia y Estonia a Finlandia, donde tenían derecho a permisos de residencia automáticos en virtud de la Ley finlandesa de retorno. En 2010, sin embargo, el gobierno finlandés decidió detener la remigración, por lo que los finlandeses ingrios que buscan residencia ahora reciben el mismo trato que cualquier otro extranjero. Todavía hay unas 15.000 personas en la cola de remigración. El número de personas que declararon su nacionalidad finlandesa en el censo ruso de 2010 fue de 20.000, frente a las 47.000 de 1989.
Muchos finlandeses ingrios, incluidas familias mixtas, que se mudaron a Finlandia no hablaban otro idioma que no fuera el ruso y, en muchos casos, todavía se identifican como rusos. Hay problemas de integración social similares a los de cualquier otro grupo migrante en Europa, hasta el punto de que existe un debate político en Finlandia sobre el mantenimiento de la Ley finlandesa de Retorno. Por el contrario, los hablantes nativos de finlandés se han asimilado fácilmente a la cultura finlandesa dominante, dejando pocos rastros de las tradiciones finlandesas ingrias.
En Estonia, los finlandeses ingrios disfrutan de una autonomía cultural desde 2004, siendo la primera minoría en organizarse y hacer uso de tal derecho después de la restauración de la independencia de Estonia. El censo de 2011 contó 369 finlandeses ingrios en Estonia, la gran mayoría de los cuales también son ciudadanos de Estonia. En Rusia, muchos finlandeses ingrios son miembros de la Iglesia Evangélica Luterana de Ingria.